# 安東郁
安東 郁（あんどう かおる、1961年11月21日 - ）は、日本の文筆家。大分県別府市出身。

## 略歴
- 熊本県立熊本高等学校を経て星薬科大学卒業。

## 作品

### 脚本
- 不法滞在（1996年、アルゴピクチャーズ）
- 10ぴきのかえる（1998年、東映ビデオ）
- 10ぴきのかえるのなつまつり（1998年、東映ビデオ）
- 10＋1ぴきのかえる（2000年、東映ビデオ）
- ぎろろんやまと10ぴきのかえる（2000年、東映ビデオ）

### 書籍
- 男と女のドラッグ事典（2000年、日本文芸社）

### 作詞
- 10ぴきのかえる（1998年）
- ひょうたん沼音頭（1998年）

| スタブアイコン | サブスタブ | この項目は、まだ閲覧者の調べものの参照としては役立たない、文人（小説家・詩人・歌人・俳人・作詞家・作家・放送作家・随筆家（コラムニスト）・文芸評論家）に関連した書きかけの項目です。この項目を加筆・訂正などしてくださる協力者を求めています（P:文学/PJ:作家）。 |